# Mestièr de Vilamòs
Mestièr de Vilamòs és una obra de Vilamòs (Vall d'Aran) protegida com a Bé Cultural d'Interès Local.

## Descripció
El mestièr de Vilamòs està ubicat al carrer Major de la vila. És un edifici rectangular de petites dimensions, obert per tres costats, amb un ràfec a dues aigües compost per una estructura de fusta coberta de llosa, que se sosté al costat nord sobre un mur i en dos pilars en la cara de migdia.
A l'interior es conserva el jou que es recolza en dues barres de fusta, i les banquetes, dues anteriors (en falta una) i dues posteriors, on es lligaven les potes de l'animal per poder treballar millor.
El mestièr és un element utilitzat en l'àmbit de la ramaderia i va ser força utilitzada en el passat, quan les juntes de bous i vaques es feien servir en el treball de l'agricultura o en el transport de materials.
El treball en el mestièr era realitzat pels ferrers que s'encarregaven de ferrar les besties o d'escurar-les en cas de malalties en les ungles. Amb l'obertura de les pistes forestals i sobre tot amb el mitjans de transport motoritzats, la forma de transport tradicional amb animals, va perdre importància fins que va desaparèixer. L'actual mestièr de Vilamós va ser construït als anys cinquanta del segle passat, reemplaçant un altre mes antic. És potser l'únic que es conserva a la zona.